# Любомир Михалик
Любомир Михалик (словац. Ľubomír Michalík, нар. 13 серпня 1983, Чадця) — словацький футболіст, захисник клубу «Кайрат» та національної збірної Словаччини.

## Клубна кар'єра
У дорослому футболі дебютував 2005 року виступами за команду клубу «Сенець», в якій провів два сезони, взявши участь у 20 матчах чемпіонату.
У січні 2007 року перейшов у «Болтон Вондерерз» з Прем'єр-ліги, підписавши контракт на три роки. Вже у березні того ж року на правах оренди був відданий в «Лідс Юнайтед», що виступав у Чемпіоншіпі. Проте за місяць, через травми основних центральних оборонці «Болтона», Михалик був повернутий назад і зіграв за основну команду кілька матчів та забив перший та єдиний гол за «Болтон». Це сталось 28 квітня 2007 року на «Стемфорд Бридж» в матчі проти «Челсі» (2:2).
Не маючи достатньої можливості стабільно виступати за «Болтона», у січні 2008 року Михалик знову повернувся в «Лідс Юнайтед». Гра Любомира в оренді настільки вразила тренера «павлінів» Денніса Вайза, що клуб викупив права на футболіста за 500 тис. фунтів. На цей момент «Лідс» вже виступав у Першій лізі, третьому за силою дивізіоні Англії. Тут Михалик провів два з половиною сезони, за які зіграв в чемпіонаті лише 49 матчів та забив один гол. Після того, як 2010 року «Лідс» підвищився у класі, клуб повідомив гравця про те, щоб він підшукував собі новий клуб. 
31 серпня Любомир перейшов на правах оренди в інший клуб Першої ліги «Карлайл Юнайтед». Дебютний матч в новій команді провів проти «Свіндон Тауна» (0:0). 14 січня 2011 року, розірвавши контракт з «Лідсом», Любомир підписав з «Карлайлом» повноцінний контракт. Того ж року Михалик допоміг клубу виграти Трофей Футбольної ліги, зігравши у п'яти матчах турніру (2 голи), в тому числі і в переможному фіналі проти «Брентфорда» (1:0). В червні 2012 року, ведучи перемовини про перехід в «Гіберніан» з шотландської Прем'єр-ліги, Михалик відмовився продовжувати контракт з «Карлайлом» та покинув команду. Зрештою, в майбутньому Михалик відкинув можливість переходу до «Гіберніана», оскільки згода між гравцем і клубом не була досягнута.
12 вересня 2012 року на правах вільного агента підписав контракт ще з одним представником Першої ліги «Портсмутом». В цій команді словацький легіонер провів півроку, після чого 15 січня 2013 року покинув її разом з чотирма іншими партнерами. 
В січні 2013 року перейшов в казахстанський «Кайрат», куди його запросив Владімір Вайсс, знайомий з можливостями футболіста по спільній роботі у збірній. Наразі встиг відіграти за команду з Алмати 38 матчів в національному чемпіонаті.

## Виступи за збірну
10 грудня 2006 року дебютував в офіційних матчах у складі національної збірної Словаччини в товариській зустрічі проти збірної ОАЕ (2:0). В цьому ж матчі він забив свій перший гол за збірну. 
11 травня 2010 року потрапив у розширений список з 29 гравців-кандидатів на поїздку, на чемпіонат світу в ПАР, проте у остаточну заявку не увійшов.
Наразі провів у формі головної команди країни 7 матчів, забивши 2 голи.

## Досягнення
- Володар Трофею Футбольної ліги: 2011